# NGC 1771
NGC 1771 is een spiraalvormig sterrenstelsel in het sterrenbeeld Goudvis. Het hemelobject werd op 25 december 1837 ontdekt door de Britse astronoom John Herschel.

## Synoniemen
- PGC 16472
- ESO 85-27
- IRAS04585-6322